# Воробьёвка (Шемышейский район)
Воробьёвка — село в Шемышейском районе Пензенской области России. Административный центр Воробьёвского сельсовета.

## География
Село находится на юго-востоке центральной части Пензенской области, в пределах северного склона холмистой Хвалынской гряды, в лесостепной зоне, на правом берегу реки Няньги, при автодороге 58К-276, на расстоянии примерно 10 километров (по прямой) к юго-западу от Шемышейки, административного центра района. Абсолютная высота — 167 метров над уровнем моря.

### Климат
Климат характеризуется как умеренно континентальный. Средняя температура воздуха самого тёплого месяца (июля) — 20 °C (абсолютный максимум — 38 °C); самого холодного (января) — −19 °C (абсолютный минимум — −44 °C). Безморозный период длится 126 дней. Период активной вегетации составляет 135—145 дней. Годовое количество атмосферных осадков — 490 мм, из которых большая часть выпадает в тёплый период. Снежный покров держится в течение 149 дней.

### Часовой пояс
Село Воробьёвка, как и вся Пензенская область, находится в часовой зоне МСК (московское время). Смещение применяемого времени относительно UTC составляет +3:00.

## Население
| 1795 | 1859 | 1877 | 1911 | 1914 | 1921 | 1926 |
| ---- | ---- | ---- | ---- | ---- | ---- | ---- |
| 264  | ↗345 | ↗352 | ↗655 | ↘590 | ↗659 | ↗757 |
| 1930 | 1939 | 1959 | 1979 | 1989 | 1996 | 2002 |
| ↗861 | ↘478 | ↘389 | ↘306 | ↘295 | ↗302 | ↘262 |
| 2010 |      |      |      |      |      |      |
| ↗282 |      |      |      |      |      |      |

### Национальный состав
Согласно результатам переписи 2002 года, в национальной структуре населения русские составляли 77 %.